# Palacio de Richmond (Alemania)
El Palacio de Richmond (en alemán: Schloss Richmond) es un palacio construido entre 1769 y 1774 en la ciudad de Brunswick, Alemania, para la princesa Augusta de Gran Bretaña, esposa de Carlos Guillermo Fernando de Brunswick y futura duquesa consorte. Se encuentra cerca del río Oker, en el sur de dicha ciudad. El arquitecto fue Carl Christoph Wilhelm Fleischer.
El nombre del palacio se debe al hogar de la princesa en el Parque de Richmond, un Parque Real ubicado en el municipio londinense de Richmond upon Thames. 

## Arquitectura
Los terrenos del palacio se sitúan a lo largo de la calle Wolfenbüttel (en alemán: Wolfenbütteler Straße) en Heidberg-Melverode, distrito de la ciudad de Brunswick. El edificio es de estilo barroco. Tiene una planta cuadrada con la entrada en una esquina. En diagonal se ubican los salones de aparato, y a cada lado de estos se encuentran las salas privadas y un entrepiso mezzanine. La fachada se divide en zonas de pedestal, pilastra y entablamento, con un parapeto en forma de balaustrada. Los avant-corps salientes y las escalinatas enfatizan los respectivos extremos del corps de logis.
En comparación con el plan original, los diseños de la balaustrada, las escaleras y el techo cambiaron con el transcurso del tiempo. Por ejemplo, en 1785 el arquitecto Christian Gottlob Langwagen mejoró la iluminación de la parte central del edificio instalando una linterna con 12 ventanas.
En 1935, la ciudad de Brunswick adquirió los terrenos del palacio al duque Ernesto Augusto de Hannover. Desde 1945, el edificio se ha utilizado para eventos públicos. Las pinturas del siglo XVIII en el interior del edificio fueron restauradas entre 1977 y 1981.

## Parque
El parque fue proyectado en 1768, al estilo de un jardín inglés clásico, por el renombrado arquitecto paisajista inglés Lancelot Brown. Es similar en estructura y detalles al Parque de Richmond, en Richmond upon Thames. Junto con el Parque Wörlitzer, es uno de los primeros jardines paisajísticos del norte de Alemania. 
Una característica especial del parque son las largas líneas de visión que se extienden hacia el interior del campo desde el palacio. La intención de Brown era posiblemente crear una representación pacífica, pintoresca e ideal de una pintura del paisaje.
Con los años, fue modificado y adaptado a los gustos de cada época. A partir de 1830, el duque Guillermo de Brunswick contrató al jardinero de la corte Johann Christian Burmester para ampliar el parque de manera significativa. Entre 1833 y 1838, se agregaron más edificios. Además, se crearon cuerpos de agua más grandes y una isla.
El parque ha estado abierto al público desde 1964. En gran parte descuidado después del final de la Segunda Guerra Mundial, fue restaurado en 1987 respetando el diseño histórico original.

## Actualidad
El palacio no está abierto todos los días y debe ser visitado con un guía de turismo. Actualmente puede ser alquilado por organizaciones benéficas y organizadores privados. También es utilizado por la Oficina de Registro civil de Brunswick para realizar bodas. Únicamente los salones de la planta baja (los tres en diagonal y las dos salas más pequeñas que dan a los jardines a cada lado) son accesibles al público, porque el primer piso es una residencia privada. 
Desde 1982 hasta su cierre en 2016, el Museo Gerstäcker funcionó en la antigua casa de guardia y cocina.

## Galería

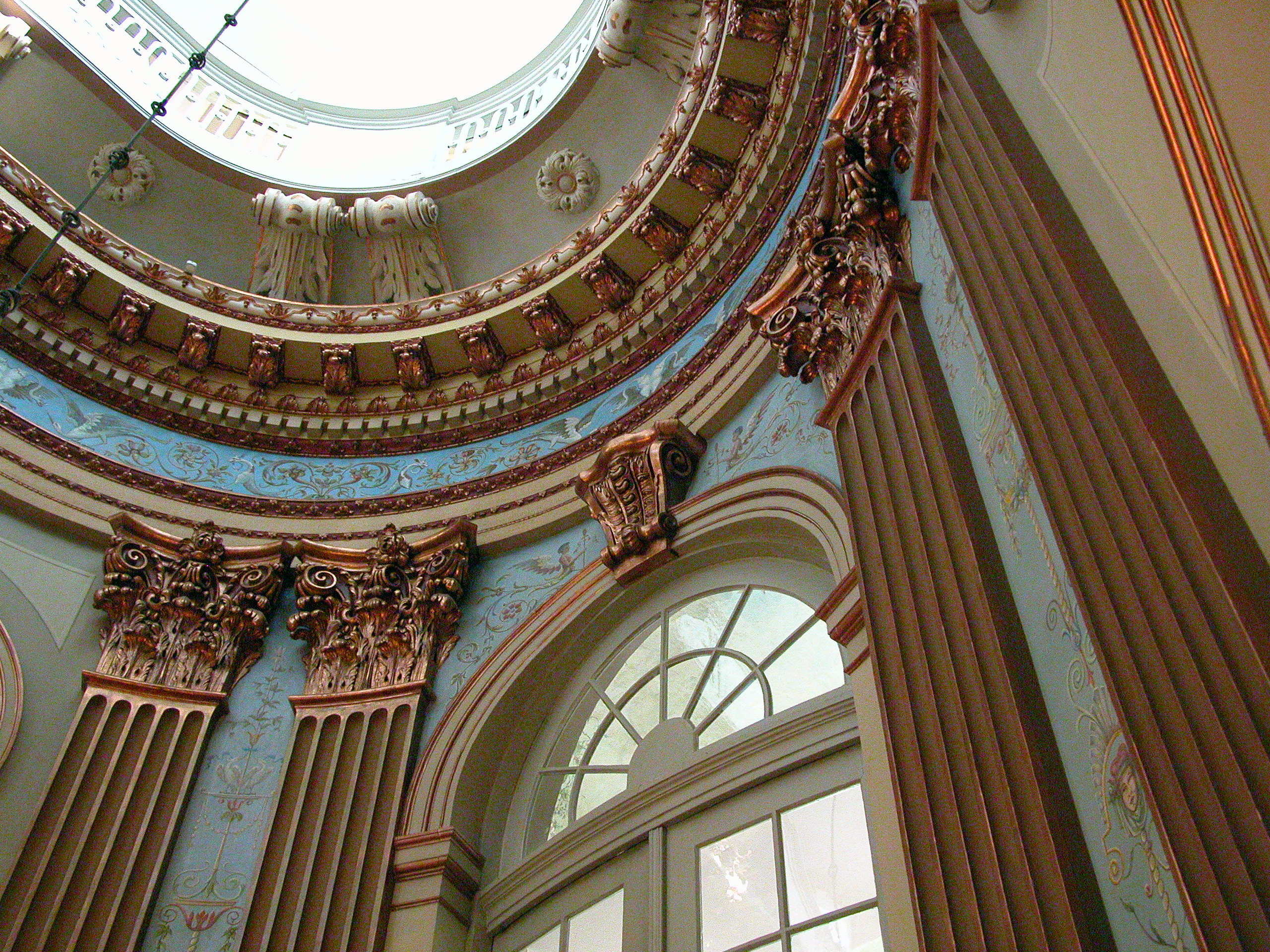
Decoraciones de paredes y techos
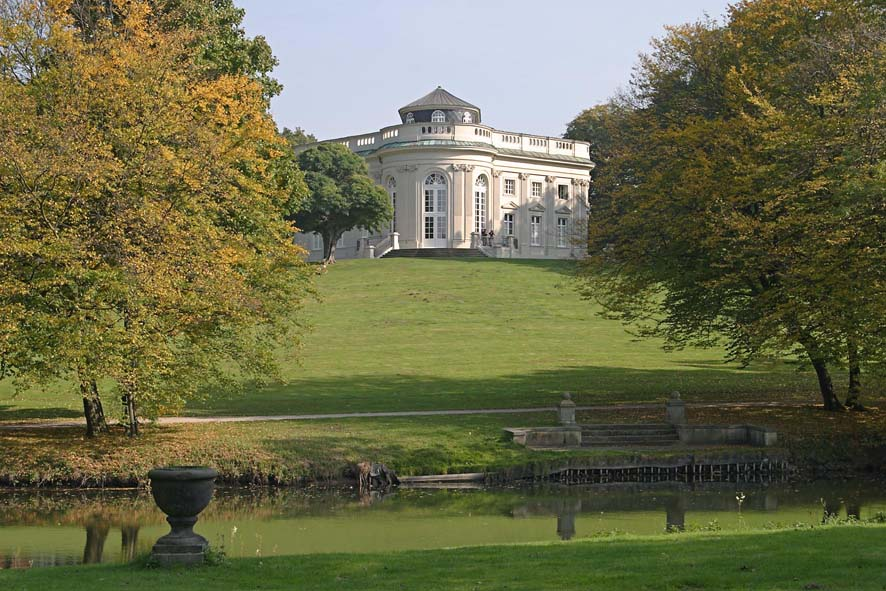
Vista del jardín desde el lado del río Oker
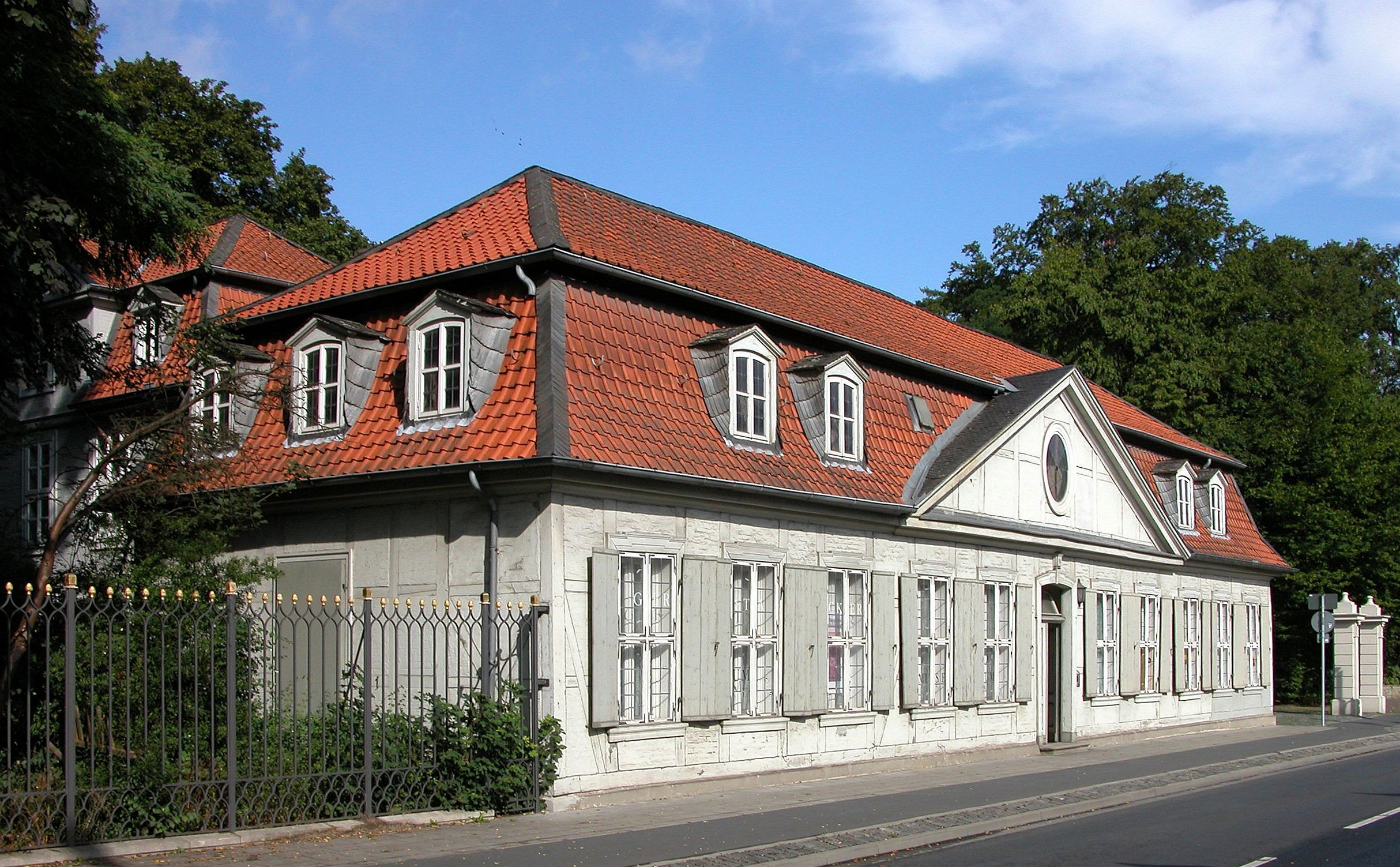
Museo Gerstäcker (1982-2016)
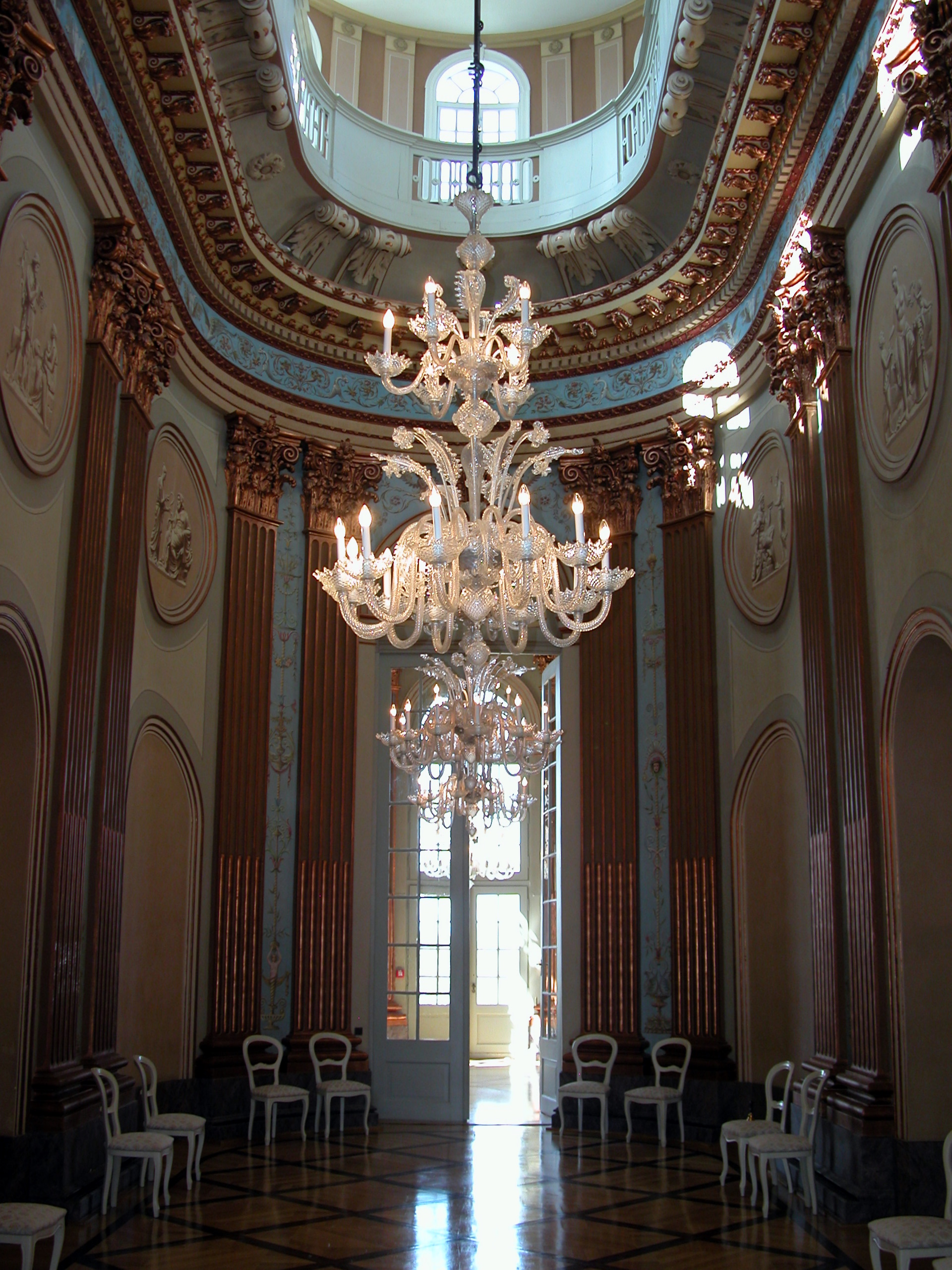
Interior